# Bataille de Raban
Pour les articles homonymes, voir Raban.
Guerres byzantino-arabes
Batailles
- Mu'tah (629)
- Ajnadayn (634)
- Damas (634)
- Fahl (635)
- Yarmouk (636)
- Jérusalem (636-637)

- Héliopolis (640)
- Nikiou (646)

- Sufétula (647)
- Tahouda (683)
- Mammès (688)
- Carthage (698)
- Oued Nini (698)

- 1re Constantinople (674-678)
- Sébastopolis (692)
- Tyane (~708)
- 2e Constantinople (717-718)
- Andrinople (718)
- Nicée (727)
- Akroinon (740)

- Kamacha (766)
- Invasion de l'Asie Mineure (782)
- Kopidnadon (788)
- Krasos (804)
- Invasion de l'Asie Mineure (806)
- Anzen (838)
- Amorium (838)
- Mauropotamos (844)
- Poson (863)
- Bathys Ryax (872 ou 878)

- Syracuse (877-878)
- Stelai ou 1re Milazzo (880)
- 2e Milazzo (888)
- Taormine (902)
- Garigliano (915)
- Détroit (965)
- Georges Maniakès en Sicile (1038-1040)

- Phœnix de Lycie (655)
- Keramaia (746)
- Conquête musulmane de la Crête (années 820)
- Damiette (853)
- Raguse (866-868)
- Kardia (~872-873)
- Golfe de Corinthe (~873)
- Céphalonie (880)
- Chalcis (~883)
- Thessalonique (904)

- Portes ciliciennes (878)
- Campagnes de Jean Kourkouas (926-944)
- Marach (953)
- Raban (958)
- Andrassos (960)
- Campagnes de Nicéphore II Phocas (956-969)
- Chandax (960-961)
- Alexandrette (971)
- Campagnes de Jean Tzimiskès (~950-975)
- Gués de l'Oronte (994)
- Alep (994-995)
- Apamée (998)
- Campagnes de Basile II (979-999)
- Azâz (1030)

La bataille de Raban est un affrontement ayant lieu à l'automne de 958 près de la forteresse de Raban située à Araban en Turquie entre l'armée byzantine dirigée par Jean Tzimiskès (futur empereur de 969 à 976) et les forces de l'émirat d'Alep hamdanide, dirigées par l'émir Ali Sayf al-Dawla. La bataille est une victoire majeure pour les Byzantins et contribue à la destruction de la puissance militaire hamdanide qui avait représenté une menace importante pour l'Empire byzantin dans les années 950. 

## Contexte
Dans la période entre 945 et 967, l'émir hamdanide d'Alep, Sayf al-Dawla est l'adversaire le plus coriace des Byzantins sur leur frontière orientale, en raison du fait qu'il contrôle la majorité des terres frontalières entre Byzantins et Arabes et de son engagement pour le Jihad. Sayf ad-Dawla a déjà lancé deux campagnes contre les Byzantins en 938 et 940 mais c'est après la création de son important domaine centré sur Alep en 945, qu'il commence à se confronter annuellement aux Byzantins,. Malgré la supériorité numérique de ces derniers, l'émergence des Hamdanides entrave l'offensive byzantine qui a débuté au milieu des années 920 et ayant eu comme conséquences les chutes de Malatya (en 934), d'Arsamosate (en 940) et de Qaliqala en 949.
Lors de cette première décennie de conflit continu avec les Byzantins, l'ennemi principal des Hamdanides est le domestique des Scholes (commandant en chef) Bardas Phocas. Après quelques échecs, Sayf ad-Dawla établit rapidement sa suprématie. En 953, il défait lourdement Bardas près de Marash. Les expéditions dirigées par Bardas lors des deux années suivantes sont aussi vaincues. Cela permet à Sayf ad-Dawla de refortifier sa zone frontière et de la renforcer pour résister aux attaques byzantines. Grâce à sa cavalerie légère, il peut éviter les Byzantins peu mobiles. Il peut alors lancer des raids destructeurs au sein du territoire byzantin. Toutefois, ses raids évitent les positions fortifiées et il ne peut donc réellement remettre en cause l'autorité byzantine sur ces régions récemment reconquises par Byzance. Néanmoins, après 955, la situation commence à changer. Bardas Phocas, incapable de vaincre l'émir hamdanide, est remplacé par son fils plus compétent, Nicéphore. Sous la supervision de ce dernier, l'armement de l'armée byzantine est amélioré ainsi que son entraînement. La nouvelle direction militaire byzantine, qui comprend le frère de Nicéphore, Léon et son neveu Jean Tzimiskès, décide d'une nouvelle stratégie offensive et commence à lancer des raids contre le territoire hamdanide,,

## Raids de Tzimiskès et bataille de Raban
Au printemps 956, Sayf ad-Dawla lance une attaque préventive contre l'Empire byzantin pour devancer l'assaut planifié par Jean Tzimiskès contre Amida dans la Jazîrah. Tzimiskès parvient à s'emparer d'une passe sur les arrières de Sayf ad-Dawla et l'attaque lors de son retour. La rude bataille qui s'ensuit, sous une pluie torrentielle, aboutit à une victoire musulmane et Tzimiskès perd 4 000 hommes. Toutefois, au même moment, Léon Phocas envahit la Syrie, défait et capture le cousin de Sayf ad-Dawla, que ce dernier avait laissé sur ses arrières,. En 957, Nicéphore prend et rase la forteresse d'Hadath et au printemps suivant, Tzimiskès envahit la Jazîrah,. Là, il prend la forteresse de Dara et remporte une victoire écrasante près d'Amida sur une armée dirigée par un des lieutenants favoris de Sayf, le Circassien Nadja. Sur les 10 000 hommes de l'armée arabe, il est rapporté que la moitié sont tués et que la majeure partie de l'autre moitié est capturée,.
Recevant des renforts du parakimomène Basile Lécapène en juin, Tzimiskès attaque Samosate et la forteresse de Raban, au sud d'Hadath. C'est là que Sayf ad-Dawla l'affronte en personne. La bataille qui s'ensuit (ayant lieu le 18 octobre ou le 15 novembre 958) est rude. Ainsi, le cousin de Sayf ad-Dawla et poète Abu Firas al-Hamdani aurait brisé deux lances lors de la première charge. Finalement, les Byzantins l'emportent et l'armée arabe vaincue doit fuir. Plus de 1 700 cavaliers arabes sont capturés et paradent ensuite dans les rues de Constantinople.

## Conséquences
La victoire byzantine à Raban est l'illustration de l'ascendant que prennent progressivement les Byzantins par rapport aux Hamdanides. Ce succès leur permet de garder le contrôle de Samosate et donc qu'ils ont pénétré la zone fortifiée frontalière protégeant le nord de la Syrie. Toutefois, le dirigeant hamdanide possède toujours une armée puissance et capable de lancer des raids à travers le territoire byzantin, jusqu'à ce qu'elle ne souffre d'une défaite catastrophique en novembre 960, face à Léon Phocas. Par la suite, la puissance militaire hamdanide est brisée, la Cilicie est annexée par les Byzantins en 964-965 ainsi que la ville d'Alep lors d'une brève période en 962,.